# (23931) Ibuki
(23931) Ibuki est un astéroïde de la ceinture principale.

## Description
(23931) Ibuki est un astéroïde de la ceinture principale. Il fut découvert le 21 septembre 1998 à la station Anderson Mesa par le programme LONEOS. Il présente une orbite caractérisée par un demi-grand axe de 2,41 UA, une excentricité de 0,07 et une inclinaison de 7,9° par rapport à l'écliptique.

## Compléments